# ОШ „Душан Поповић” Белушић
ОШ „Душан Поповић” Белушић, насељеном месту на територији општине Рековац, носи име познатог новинара и социјалисте, Душана Поповића.
Поред матичне школе у саставу су и издвојена одељења у местима: Драгово, Опарић, Секурич, Сибница, Богалинац, Жупањевац, Надрље, Калудра, Лепојевић, Превешт, Шљивица и Каленићки Прњавор.